# Bose (entreprise)
Pour les articles homonymes, voir Bose.
 (janvier 2017).
Si vous disposez d'ouvrages ou d'articles de référence ou si vous connaissez des sites web de qualité traitant du thème abordé ici, merci de compléter l'article en donnant les références utiles à sa vérifiabilité et en les liant à la section « Notes et références ».
 (avril 2023).

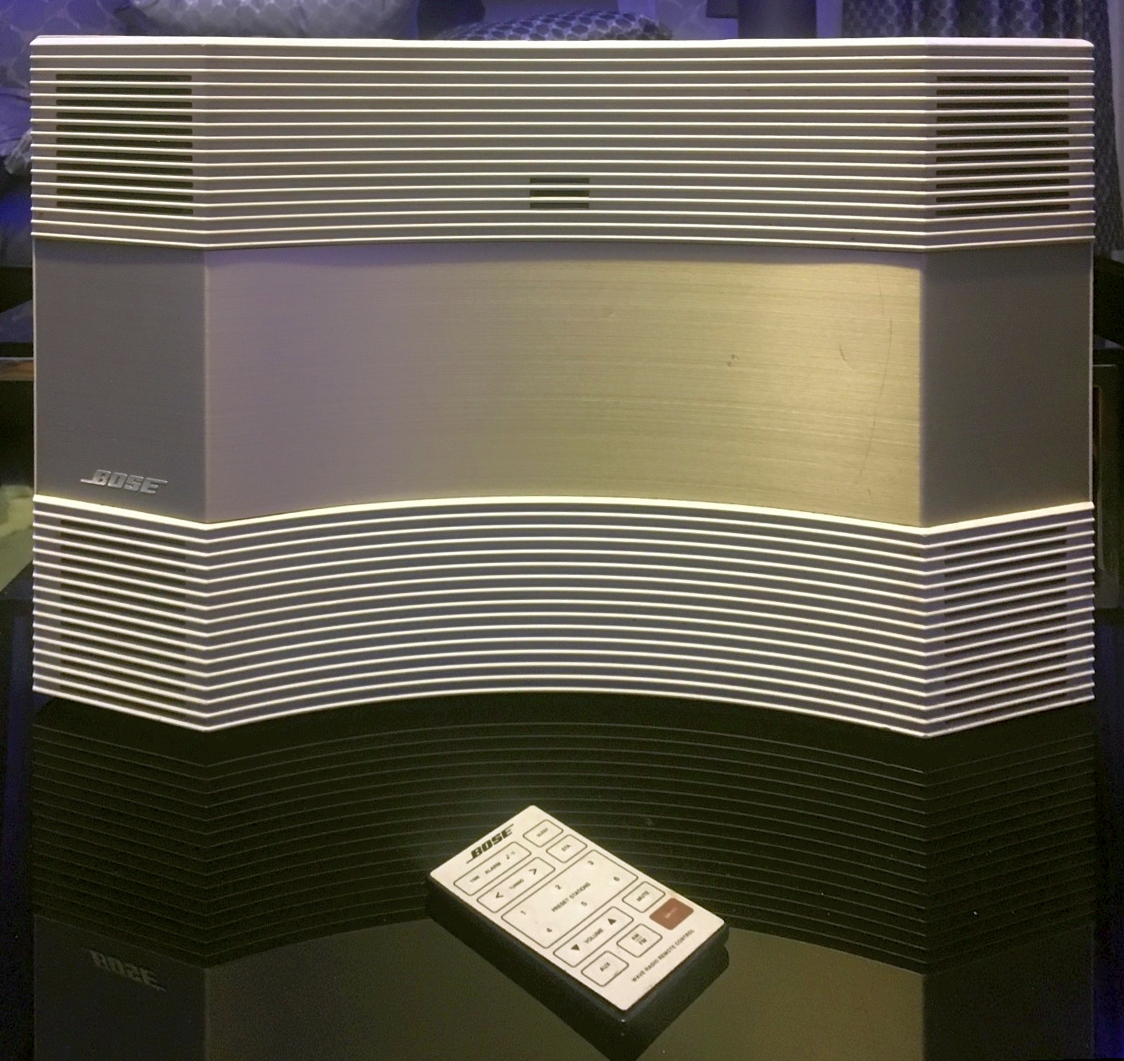
Un système de son Bose

Bose Corporation (/boʊz/) est une entreprise américaine d'électronique basée à Framingham dans le Massachusetts, fondée en 1964 par Amar Bose.
Bose se spécialise dans le développement, la construction et la vente d'enceintes, de systèmes audio domestiques, professionnels et embarqués (pour les automobiles et les bateaux) haut de gamme, de technologies d'isolation acoustique pour l'industrie aéronautique et de logiciels informatiques de simulation acoustique.
Se concentrant d'abord sur la production d'amplificateurs de puissance pour le département de la Défense des États-Unis, Bose fabrique ensuite en 1968 l'enceinte Bose 901 Direct/Reflecting, qui lancera l'entreprise dans une série d'innovations technologiques se traduisant notamment par une miniaturisation des systèmes audio grand public.
L'entreprise compte des usines aux États-Unis, au Mexique et en Irlande.

## Histoire
Le fondateur de Bose Corporation, le Dr Amar G. Bose, est né en 1929 à Philadelphie. Il étudia au Massachusetts Institute of Technology (MIT), où il obtint un doctorat en électrotechnique en 1956.
L'idée de créer l'entreprise résulta en partie de la déception d'Amar Bose à la suite de l'achat d'enceintes pour son système stéréo, dont le rendu sonore était très décevant. En tant qu'ingénieur, il s'attendait en effet à ce que les laboratoires incluent la notion de qualité sonore à leurs recherches. Cependant, il réalise que le son mesuré et le son perçu étaient différents. Le Dr Bose orienta ensuite ses efforts dans la psychoacoustique, l'étude du son tel que l'Homme le perçoit, et la psychophysique, l'étude de la relation entre la mesure et la perception. Ses recherches conduisent au dépôt de nombreux brevets, puis la création de Bose Corporation en 1964 pour développer et fabriquer des produits utilisant ces brevets. En dépit de son démarrage dans les affaires, le Dr Bose demeura dans l'équipe du MIT, y enseignant l'électrotechnique et l'informatique.
Il créa la Bose Corporation sur la proposition de l'un de ses collègues professeurs au MIT, le Dr Y.W Lee, qui investit le capital de départ de 100 000$. Cet investissement valait 250 000$ selon une estimation lorsque les actions de Lee furent rachetées en 1972. Afin qu'il puisse continuer sa carrière d'enseignant, Amar Bose engagea l'un de ses étudiants, Sherwin Greenblatt, pour l'aider à développer et vendre un produit. Durant leur première année d'activité, selon une publication, Greenblatt en était le seul employé, et le Dr Bose, qui enseignait toujours, payait Greenblatt plus qu'il ne percevait lui-même en tant qu'enseignant au MIT. Greenblatt deviendra plus tard le président de l'entreprise, de 1980 à 2000.
En août 2020, Bose a nommé sa première femme PDG, Lila Snyder, qui était auparavant cadre chez Pitney Bowes. Snyder, qui prendra ses fonctions en septembre 2020, est une ancienne élève du MIT, où elle a obtenu sa maîtrise et son doctorat en génie mécanique[33].

### Électronique grand public

#### L'enceinte Bose 901
Bose produit sa première enceinte 901 Direct/Reflecting en 1968. La 901 était basée sur la recherche du Dr Bose, qui démontrait que plus de 80 % du son perçu par un auditeur, dans une salle de concert par exemple, est du son réfléchi ; le son se réverbère sur les murs, le sol, ou le plafond, contribuant vraisemblablement à la qualité de l'expérience auditive. Amar Bose fut persuadé que sa déception vis-à-vis des enceintes sur le marché venait du fait que les haut-parleurs en question ne propageaient le son que de façon directe, comme dans le vide. Par conséquent, Bose développa la 901 pour accomplir une meilleure distribution spatiale du son, en faisant pointer 8 de ses 9 haut-parleurs vers l'arrière de l'appareil, là ou le son pouvait se réfléchir dans la pièce avant d'atteindre l'auditeur. La 901 utilisait un filtre / égaliseur actif.
Pour vendre le produit, le Dr Bose décida d'employer une stratégie marketing innovante. À ce sujet, il déclara « Je savais que cette enceinte était la meilleure sur le marché. Mais si j'avais laissé le produit tel quel aux vendeurs, ils n'auraient même pas essayé d'en expliquer les caractéristiques. J'ai donc eu l'idée d'une démonstration en 7 minutes. Pour moi c'était comme de l'enseignement ou l'écriture d'un manuel scolaire ».
La série 901 subit plusieurs révisions grâce auxquelles la qualité sonore s'est améliorée et les enceintes ont été adaptées à l'ère numérique. Bose appliqua également le concept Direct/Reflecting à d'autres enceintes de la marque et commença à commercialiser des enceintes pour le grand public.

#### Les systèmes Bose pour l'automobile
En 1972, Bose commença à vendre des enceintes pour les musiciens professionnels. Plus tard dans la décennie, le Dr Bose s'intéressa au développement de la reproduction sonore dans les voitures, remarquant que les consommateurs achetaient des systèmes sonores japonais. Le projet sembla présenter des défis très particuliers, liés à la présence de verre, de garniture et de surfaces plastiques à l'intérieur d'une voiture. Greenblatt, dans un article de 1990 du magazine Electronic Business, déclara à ce sujet : « je pensais que je pouvais créer du meilleur son dans une voiture que dans une pièce, puisque l'on peut contrôler la direction du son dans une voiture. »
Bose présenta des idées de systèmes audio embarqués à General Motors en 1979, et un accord verbal fut conclu entre le Dr Bose et Edward Czapor, le président de Delco Electronics. Cet accord résulta en une période de recherche de 4 ans pour un coût de 13 millions de dollars, afin d'adapter ces systèmes audio à l'environnement acoustique d'une voiture. En 1983 au terme de cette période de recherches, Bose et GM forment une coentreprise pour dessiner et produire des systèmes audio pour des Cadillac Seville, Deville, Eldorado, Buick Riviera, et Oldsmobile Toronado.
Bien qu'étant initialement lent à réaliser des profits, les systèmes audio Bose pour voitures eurent du succès, les menant ensuite rapidement à des partenariats avec d'autres constructeurs. Par exemple, afin de satisfaire les exigences élevées de Honda, Bose parvint à obtenir un taux de panne de leurs produits n'excédant pas 30 pour un million. L'entreprise commercialisa donc ses produits en série dans certains modèles de véhicules, ou en option pour l'acheteur chez le concessionnaire.

### Casques
article principal : Bose headphones
L'entreprise vend des casques d'aviation depuis 1989 et des casques grand public depuis 2000. La gamme actuelle de casques/écouteurs comprend des modèles supra-auriculaires, intra-auriculaires, d'aviation et militaires. Bose a des contrats avec l'armée américaine et la NASA.

#### La conquête du marché japonais
Dans les années 1970, Bose amorça des efforts pour s'introduire dans le marché japonais des produits audio domestiques, effort qui débuta avec beaucoup de frustration. Leurs efforts initiaux se traduisirent par des échecs ; l'entreprise perdant même de l'argent sur ses 8 premières années au Japon. Le problème semblait venir du fait que les représentants de la marque avaient trop négligé leurs relations avec les distributeurs japonais. Bose décida d'engager un natif japonais pour diriger l'effort de vente au Japon et recruta Sumiyoshi Sakura, qui relança les produits Bose au Japon et devint plus tard vice-président de l'entreprise.

#### Miniaturisation des systèmes audio
Au registre des innovations, Bose ajoute la technologie Acoustic Waveguide ou guide d'ondes acoustiques, grâce à laquelle des enceintes portables et plus petites furent développées. Plus spécifiquement, la technologie Acoustic Waveguide démontra que les basses fréquences pouvaient être produites à travers un tube similaire à celui de l'orgue. En amplifiant les basses fréquences via un tube de 2 mètres replié dans moins de 30 cm² d'espace, le système Bose Acoustic Wave Music fut introduit en 1984. L'objectif était de proposer une alternative à des enceintes plus volumineuses et plus coûteuses pour la reproduction de basses fréquences.
En 1985, Bose commença à s'intéresser au marché des téléviseurs. Comme pour l'accord conclu avec General Motors, Dr Bose approcha Zenith Electronics et proposa que ses ingénieurs créent un système audio incorporant leur Acoustic Waveguide pour en équiper des téléviseurs Zenith. Un accord est conclu, et les entreprises entrèrent dans une coentreprise qui produit le Deluxe Zenith/Bose. Ce téléviseur disposait d'un module Acoustic Waveguide et mesurait seulement 3 centimètres de plus en largeur que le modèle précédent.
L'année 1986 voit l'apparition de la technologie Acoustimass. Cette technologie 2.1 porte notamment sur un caisson de basses multichambres, dont le dessin permet d'amplifier la diffusion des basses fréquences. Autre innovation, les enceintes sont miniaturisées sous forme de petits cubes qui, lorsque assemblés par paire, peuvent exploiter le concept Direct/Reflecting cher à la marque.

#### L'isolation acoustique
En 1989, Bose lance un casque d'insonorisation, exploitant la technologie d'annulation de bruit destinée à éliminer tout son indésirable, pour permettre par exemple une communication radio intelligible. Notant le besoin d'un tel casque, un journaliste pour le New Scientist Magazine cita le Dr Bose : « le gouvernement américain dépense 200 millions de dollars l'année en indemnisations pour perte auditive liée au service militaire. La perte auditive est la deuxième raison de la retraite anticipée de pilotes, derrière les causes psychologiques. » En effet, le casque peut s'avérer très utile pendant le service militaire, particulièrement chez les pilotes d'avions et de tanks. Bose a donné deux de ces casques à Dick Rutan et Jeanna Yeager, qui ont mené leur avion léger The Voyager vers un tour du monde sans escale en 1986.
Plus tard en 1998, Bose lance le casque Aviation Headset X. Selon les données fournies par Bose, ce casque atteint un taux d'intelligibilité du son de 95 % à un niveau sonore de 115 dB. Une déclinaison pour le grand public est proposée sous le nom de QuietComfort. Le 23 septembre 2021, le dernier modèle de la gamme QC est paru sous le nom de Bose QC45 pour un prix de lancement de 329$.
En 1989, la somme des ventes de Bose était estimée à 300 millions de dollars, un chiffre qui était considéré comme sous-coté par les spécialistes. En outre, presque la moitié de leurs ventes provenaient de marchés étrangers, avec notamment de bonnes ventes sur le marché japonais pour les enceintes. Le début 1990 a vu des gains stables pour Bose avec des revenus augmentant à 424 millions de dollars en 1992.

#### Les chaînesLifestyle
Sur le front du marché domestique, les années 1990 débutèrent par la commercialisation d'une nouvelle gamme de produits appelée Lifestyle. Avec un design intégré, le système Lifestyle était une chaîne hi-fi conçue pour compléter les équipements électroniques domestiques existants et pour s'intégrer dans le marché du « cinéma à la maison », alors en pleine croissance, à la veille de la naissance du support DVD.

#### LaWave Radio
En 1993, on assiste au lancement de la Wave Radio, un radio-réveil avec télécommande pour une utilisation domestique. La Wave Radio déployait un meilleur son qu'un radio réveil classique et pouvait être branché à une télévision ou un lecteur CD. Cher pour une radio et proposant un design étonnant, ce produit fut accueilli avec circonspection par les détaillants, ce qui conduit l'entreprise à vendre sa Wave Radio directement par courrier, et par des publicités dans les magazines et journaux. Le succès fut au rendez-vous, et l'entreprise vendit 200 000 Wave Radio en 1998.
D'autres développements incluent l'expansion de l'activité automobile de l'entreprise en 1998 en sonorisant des voitures plus populaires — à prix plus bas — comme la Chevrolet Blazer ou le Oldsmobile Intrigue. L'année suivante, les ventes en ligne sur le site Internet de Bose sont lancées, ainsi qu'une nouvelle version de la Wave avec l'intégration d'un lecteur CD.

#### Le système SoundDock
En 2004, Bose profite du succès du lecteur MP3 iPod fabriqué par Apple pour lancer le système SoundDock Digital Music. Ce système audio compact permet d'accueillir un iPod et de lire les titres qu'il contient. Lors de sa première année de commercialisation, le SoundDock devint le 3e produit de la marque en matière de ventes et le meilleur lancement de produit dans l'histoire de l'entreprise.

##### Le système Acoustimass
Bose a réussi à changer les idées entre la taille et le son des enceintes, en effet Bose a conçu des enceintes de petites tailles avec une qualité acoustique remarquable.

#### Le système de diffusion à 360°
Bose propose en 2017 des enceinte de la gamme SoundLink pouvant diffuser le son à 360°. Ces enceintes Bluetooth omnidirectionnelles s’appellent Revolve et Revolve+. La Revolve pèse 660 g et mesure 15 cm sur 8 cm, tandis que la Revolve+ pèse 900 g et mesure 18,4 cm sur 10,5 cm. Leur autonomie est de 12 h pour la Revolve et de 16 h pour la Revolve+. Les enceintes résistent à la pluie et aux chocs. Il est possible de les poser sur un trépied afin de la faire passer en mode "party" qui permet de coupler plusieurs enceintes en même temps.

#### Les casques audio sans fil.
Bose a su aussi se faire une solide réputation auprès du grand public notamment avec l'arrivée de sa gamme de casque audio sans fil. Ainsi, la marque propose aussi bien des casques audio supra auriculaire que des casques audio intra auriculaire. Des casques intra notamment dédiés au sportif comme son Bose SoundSport Free. À noter que dans les casques grand public à réduction de bruit et supra auriculaire, la marque a su se mettre en avant avec son modèle Bose QuietComfort 35 II pour lequel on retrouve de nombreux tests en ligne. Ce modèle propose par ailleurs outre son système de réduction de bruit, une application qui permet de configurer le casque depuis un smartphone.

### Électronique professionnelle
Outre le marché grand public, la Bose Corporation est présente chez les professionnels avec des enceintes de toutes tailles, destinées à sonoriser les espaces publics clos ou extérieurs comme les bars, restaurants, hôtels, etc., ainsi que sur les scènes de concert.
Dans les années 1990, Bose dévoila l’Auditioner Audio Demonstrator et le Modeler Sound System, des logiciels informatiques qui permettent aux constructeurs et architectes d'écouter l'acoustique d'un bâtiment en fonction des données provenant des plans du bâtiment en question. Cette technologie a été développée pendant dix ans, et est devenue une réalité lorsque la technologie des ordinateurs a rattrapé l'imagination des ingénieurs Bose. Cet outil a contribué à l'accès généralisé de la marque à des édifices de grande dimension comme des stades (Centre Air Canada, Pengrowth Saddledome, Louisiana Superdome, Staples Center) ou des parcs d'attraction. L'entreprise a su également relever quelques gros défis comme la sonorisation de la Chapelle Sixtine au Vatican ou de la mosquée Masjid al-Haram de La Mecque.

#### Amortisseurs de suspension électromagnétiques
En 2007, après 25 années de recherche, Bose crée les premiers amortisseurs électromagnétiques pour voitures.
Ils sont basés sur une technologie proche de l'Acoustic Noise Cancelling, mais visant à « gommer » les vibrations de la route au lieu des vibrations sonores. Il n'y a plus de pièce mécanique ni de fluide, le principe reposant sur l'électromagnétisme. Le système est bien plus efficace que les suspensions classiques à fluide ou à gaz, grâce à un contrôle total, indépendant et quasi instantané de la garde au sol de chacune des 4 roues.

## Stratégie de l'entreprise
La philosophie de l'entreprise est à l'image de son fondateur. La documentation de l'entreprise annonce : « Bose est convaincu que les produits audio existent pour apporter la musique à tous, partout — la musique, non pas l'équipement, est le bienfait ultime. Le but de Bose est de créer des produits combinant la haute technologie, la simplicité et la taille réduite, pour créer des systèmes sonores qui sont faciles à utiliser et accessibles à tous les consommateurs ».
Depuis sa création en 1964, Bose investit tous ses bénéfices dans la recherche et le développement, affirmant avoir un plus grand intérêt à fabriquer de bons produits plutôt qu'à générer du profit. Cette stratégie est risquée du fait du temps très important accordé à la conduite des différentes recherches, dont la réussite n'est pas toujours garantie : la plupart des innovations majeures de l'entreprise sont survenues après 10 ans de recherches ou plus. D'ailleurs, le Dr Bose admet qu'il n'a pas toujours fait les meilleurs choix pour son entreprise : « si j'avais été dans le conseil d'administration d'une entreprise publique, j'aurais été licencié au moins cinq fois » dit-il. « Pour moi, les bénéfices qui entrent sont comme le sang dans le corps humain. Malgré tout, la réelle excitation, c'est la façon dont le corps fonctionne ». En effet, l'entreprise demeura toujours sous le contrôle privé d'Amar Bose : elle n'est donc pas tributaire d'actionnaires indépendants pour son développement, et Amar Bose dispose des pleins pouvoirs pour appliquer sa vision à l'entreprise.
Le Dr Bose et les représentants de l'entreprise insistent également sur l'importance de la créativité dans l'entreprise. Dans le magazine Operations, Greenblatt déclara que « notre challenge est de pousser les gens à être innovants et à utiliser leur propre créativité pour faire quelque chose de mieux. À long terme, c'est la source d'avantages durables par rapport à nos concurrents. »
Avec son outil de production, la Bose Corporation est une adepte du concept Total Quality Management (TQM) inventé par Edwards Deming. Les employés de la ligne d'assemblage de Bose sont formés pour pouvoir occuper plusieurs postes, et sont promus selon leurs performances. De plus, Bose cherche à construire des équipes selon les principes de respect et de confiance mutuelles, opérant selon des principes de responsabilité et de travail consciencieux. Décrivant le style de management de l'entreprise en 1993, le vice-président de Bose chargé de la production, Tom Beeson, déclara « Communiquez. Passez beaucoup de temps dans les ateliers. Micromanagez chaque aspect. Impliquez tout le monde. Rendez le système infaillible pour que des erreurs ne puissent pas être commises. Trouvez la cause des problèmes. Appréhendez la fabrication en appliquant le principe fondamental : faites le bien la première fois. »

## Batailles juridiques
À commencer par la longue bataille juridique contre le magazine Consumer Reports, la Bose Corporation a acquis une réputation de grande procédurière.
En 1970, Consumer Reports critiqua l'enceinte Bose 901, affirmant que « les différents instruments reproduits par le système semblent enfler dans d'énormes proportions et tendent à errer dans la pièce ». Bose considéra de tels propos comme diffamatoires et intenta un procès au magazine, déclarant que celui-ci avait injustement déprécié son produit. La procédure dura 14 ans, et bien que Bose perdît son procès devant la Cour suprême des États-Unis en 1984, la 901 avait depuis acquis la réputation d'être l'un des meilleurs produits dans sa gamme sur le marché.
Vers la fin des années 1990, la Bose Corporation était impliquée dans une série de procès avec Cambridge SoundWorks (CSW), basée près de Bose à Newton, Massachusetts. En 1994, Bose intente un procès à CSW pour violation de brevets et publicité mensongère. En réponse, CSW lance un contre procès, contestant la validité de certains brevets et accusant Bose à son tour de publicité mensongère.
En février 2000, Bose gagne en appel contre Motorola, qui souhaitait breveter certains produits sous le nom Lifestyle, déjà déposé par Bose.
En novembre 2000, Bose intente un procès à QSC Audio Products Inc. pour un litige sur l'un des brevets de QSC, le Powerwave, jugé trop proche selon Bose du nom des brevets Wave et Acoustic Wave. Le Trademark Trial and Appeal Board, chargé de juger les litiges ayant trait aux brevets et marques déposées, déboute Bose Corporation. En juin 2002 l'entreprise conduit l'affaire devant la cour d'appel qui juge en sa faveur, estimant que le USPTO avait fait une erreur en accordant le brevet Powerwave à QSC.
L'entreprise intente un nouveau procès à JBL en 2000 pour une violation de brevet concernant sa technologie Acoustimass. La cour d'appel condamne JBL à payer 5,6 millions de dollars de dommages.
En mars 2003, Bose intente un procès à Tatum Electronics pour transgression de droit d'auteur et de marque déposée, publicité mensongère et concurrence déloyale pour avoir déclaré être un vendeur agréé Bose sur son site internet. La cour délivre une ordonnance permanente interdisant à Tatum Electronics le droit de vendre des produits Bose sur internet.

## Implantation
- Framingham, Massachusetts : Siège Social
- Tijuana, Mexique
- Yuma, Arizona
- Stow, Massachusetts
- Hillsdale, Michigan
- Carrickmacross, Irlande : usine fermée en 2015[10]
- Columbia, Caroline du Sud : usine fermée en 2015[10]
- San Luis Rio Colorado, Mexique : usine revendue à Flextronics en 2016[11]
- Penang, Malaisie : usine revendue à Flextronics en 2016[11]

Bose dispose d'environ 100 points de vente aux États-Unis.
Au milieu des années 1990, Bose se lança dans une expansion de son siège social à Gramingham, Massachusetts, pour 150 millions de dollars. Le surnom de ce site est « la montagne », en raison de sa position dominante dans le paysage rural. L'opération consista en la construction d'un bâtiment ultramoderne de 6 étages (6 500 m2) avec une façade en verre, pouvant contenir 800 employés ainsi qu'un réfectoire pour 400 personnes ; le tout fut achevé en 1997. Dans le même temps, l'entreprise a supprimé graduellement son usine de Westboro, Massachusetts, justifiant l'opération par un coût de production trop élevé dans cet État. La production de Westboro fut transférée dans les installations de Hillsdale, Michigan et Colombia, Caroline du Sud. En 2004, Bose rachète un site de production à HP à Stow, Massachusetts pour y baser leur activité automobile et marketing en croissance.

## Les différents présidents de Bose Corporation
1. William (Bill) Zackowitz (1964-66)
2. Charles "Chuck" Hieken (1966-69)
3. Frank E. Ferguson (1969-76)
4. Amar G. Bose (1976-80)
5. Sherwin Greenblatt (1980-2000)
6. John Coleman (2000-2005)
7. Bob Maresca (Depuis 2005) [réf. souhaitée]

Le Dr Bose est le premier actionnaire de l'entreprise et détient le titre de directeur technique.